# Mendo Gonçalves I de Sousa
Mendo Gonçalves de Sousa o Sousão (por vezes grafado Mem Gonçalves) (1140-1192) foi um rico-homem que exerceu os cargos de alferes-mor (1173-1176) e depois mordomo-mor entre 1186 e 1192 do rei Sancho I ao lado de quem esteve em combate, nomeadamente durante a conquista de Silves, foi também padroeiro do Mosteiro de Pombeiro. Ficou conhecido como conde D. Mendo, e viria a ser um dos membros mais ilustres da sua família.

## Primeiros anos
Filho de de Gonçalo Mendes de Sousa o Bom e de Urraca Sanches, que estava aparentada com a casa real, uma vez que era filha de Sancho Nunes de Celanova e de Sancha Henriques, da dinastia de Borgonha, filha de Henrique de Borgonha, conde de Portucale e de Teresa de Leão, e portanto irmã de Afonso I de Portugal.
O pai não lhe dera uma ascendência de menor consideração: os Sousas eram a família nobre mais importante do reino e que estivera sempre ao lado de Afonso.
Mendo terá sido armado cavaleiro por Fernão Peres de Trava, em época posterior à Batalha de S. Mamede, quando este reatou relações com o Reino de Portugal, e claramente antes de 1155, data da morte do cavaleiro galego.

## A esfera do poder

### A ascensão e o apoio régio
Mendo surge pela primeira vez a exercer um cargo importante em 1173, quando toma o posto de alferes-mor, que já fora do tio, Garcia Mendes de Sousa, em 1141.
É nesta altura que o pai falece e Mendo ocupa por inteiro a sua função na corte: em 1176 deixou a alferesia para se tornar, uma década mais tarde, o posto de mordomo-mor. Estes postos adicionavam claramente um prestígio e influência maiores à já prestigiante e influente Casa de Sousa, cujo chefe era o próprio Mendo. Infelizmente, a longa vida do pai não permitiu, quando chegou a sua vez de assumir a chefia da família, de desfrutar da influência que lhe estava destinada.

#### A mordomia
No posto de mordomo-mor, sucedia a seu cunhado Vasco Fernandes de Soverosa (esposo de sua meia-irmã Teresa Gonçalves de Sousa) e na época em que foi nomeado era tenente de Lisboa. Este seu cargo de governo está comprovado numa doação de 1186 que Sancho I de Portugal faz ao Mosteiro de Santa Cruz de Coimbra.

#### A tomada e a perda de Silves
Foi um nobre com uma extensa ação guerreira, na qual se destaca a tomada da praça de Silves, em 1189. No início deste ano, com o auxílio de uma frota de cruzados Dinamarqueses e Frísios, a conquista começou com a tomada do Castelo de Alvor. No Verão do mesmo ano, com um auxílio de uma nova frota de cruzados, agora de Ingleses e Alemães, Sancho I, a partir da segunda quinzena de julho, tenta a conquista de Silves, à qual impôs um duro sítio. Embora não haja provas documentais, é possível que logo que os portugueses chegaram às imediações da cidade, Mendo enviou as instruções aos cruzados estrangeiros que vinham auxiliar os portugueses, mas do assalto conjunto não teria resultado a queda da praça.
Passados alguns dias, os cristãos arremeteram novamente contra Silves, comandando desta vez Mendo as tropas aliadas. Da conquista conhece-se a narrativa de um de seus participantes, que descreve a violência do cerco, assim como o emprego de uma variedade de máquinas de guerra, tais como torres de madeira, catapultas e de um "ouriço" (esfera de madeira armada com pontas de ferro), que destruíram várias torres e troços da muralha, conduzindo à rendição da povoação a 2 de setembro, violentamente saqueada na ocasião. Mendo, por seu lado, praticou grandes feitos que encorajaram os aliados e acabaram por levar à conquista, ainda nesse ano de 1189.
A povoação de Silves e seu castelo mantiveram-se na posse de Portugal até à contra-ofensiva almóada que, sob o comando do califa Iacube Almançor, em 1191, que culminou com a perda de todas as conquistas cristãs nos territórios ao sul do rio Tejo, com excepção da cidade de Évora.
Desconhecendo-se se estava relacionada ou não com a derrota, Mendo abandona o cargo em 1192, e não terá sobrevivido muito depois.

### Poder fundiário
Graças à sua grande influência e poderosa ascendência, possuía diversos bens (honras, casais, vilas, padroados de igrejas e mosteiros) de diversas proveniências: de heranças, de doações de outros membros da família, de mosteiros, de vilas, de lavradores particulares, e terá feito ainda um não menor número de compras.
Em 1258 uma boa parte destes bens estava na posse dos seus netos, o que reflete a tentativa de retenção de património por parte desta família, iniciada provavelmente pelo seu pai e por ele continuada, acabando os Sousas por ser um caso de sucesso deste método de proteção de bens familiares. Porém não impediu que Mendo também dispusesse de alguns bens para outras entidades, sobretudo igrejas e mosteiros.

## Matrimónio e descendência
Foi casado com Maria Rodrigues Veloso de quem teve:
- Gonçalo Mendes II de Sousa, foi senhor da casa de Sousa e mordomo-mor durante do rei Sancho I. Casou com Teresa Soares de Ribadouro,[5]
- Garcia Mendes II de Sousa ou de Eixo (m. 27 de fevereiro de 1239), rico-homem e trovador, tenente em Gouveia e Castelo Branco casou com Elvira Gonçalves de Toronho, filha de Gonçalo Pais de Toronho e de Ximena Pais da Maia, irmã de Pedro Pais da Maia, o Alferes. Foi sepultado no Mosteiro de Alcobaça.[6]
- Vasco Mendes de Sousa (m. 10 de março de 1242), rico-homem da corte de Sancho I, tenente em Bragança e Panóias e benfeitor do Mosteiro de Pombeiro onde foi sepultado. Não casou mas teve um filho chamado Rui Vasques de Sousa ou de Panóias.[7]
- Rodrigo Mendes de Sousa, alferes-mor em 1192 e entre 1196 e 1198. Governou as tenências de Aguiar de Pena, Baião, Maia, Panóias, e Penaguião. Benfeitor dos mosteiros de Pombeiro e de Alconbaça onde está sepultado.[8]
- Urraca Mendes de Sousa casada com Nuno Peres de Gusmão, o Bom, senhor da casa de Gusmão.[9]
- Henrique Mendes de Sousa.[9]

Fora de matrimónio, de uma mulher de Guimarães, teve a:
- Martim Mendes Conde, de quem vem os Moelas.[10]